# Gustavo Albrecht Carvalhaes
Gustavo Albrecht „Guto“ Carvalhaes (* 20. August 1993 in Rio de Janeiro) ist ein brasilianischer Beachvolleyballspieler.

## Karriere
Guto Carvalhaes erreichte 2012 mit seinem Bruder Marcus bei der U21-Weltmeisterschaft im kanadischen Halifax Platz fünf. 2013 gewann er an der Seite von Allison Cittadin Francioni die U21-Weltmeisterschaft in Umag. 2014 wurden Guto/Allison Dritte bei der U23-Weltmeisterschaft in Mysłowice und hatten ihre ersten Auftritte bei der FIVB World Tour. Seit August 2015 spielte Guto Carvalhaes zusammen mit Saymon Santos. Im Mai 2016 gewannen die beiden Brasilianer in Cincinnati ihr erstes Turnier auf der World Tour und standen im selben Jahr beim Grand Slam in Olsztyn und beim Major in Klagenfurt erneut auf dem Treppchen.
2017 spielte Guto mit Pedro Solberg, mit dem er das 5-Sterne-Turnier in Poreč gewann. Bei der WM in Wien landeten die Brasilianer auf dem neunten Platz. 2018 waren zunächst Vitor Felipe und später der Altmeister Ricardo Santos seine Partner. Von Oktober 2018 bis August 2019 war erneut Saymon sein Partner. Beste Ergebnisse auf der FIVB World Tour 2018/19 waren ein dritter Platz beim 4-Sterne-Turnier in Yangzhou und ein fünfter Platz beim 5-Sterne-Turnier in Gstaad.
2021 erreichte Guto mit Evandro beim 4-Sterne-Turnier in Doha Platz zwei. Anschließend spielte er auf der FIVB World Tour bis Juli mit Arthur da Silva Mariano. Seit Oktober 2021 war Alison Cerutti der Partner von Guto Carvalhaes. Bei ihrem ersten gemeinsamen Auftritt, dem vier Sterne Event in Itapema gelangten die beiden Brasilianer bis ins Achtelfinale. Dasselbe Ergebnis erzielten sie 2022 bei den ersten drei Elite16-Turnieren, die das höchste Level der neugeschaffenen Volleyball World Beach Pro Tour bilden. Sowohl in Rosarito, Ostrava und Jūrmala als auch bei der WM in Rom erreichten Alison/Guto Platz fünf.
Von April 2023 bis Mai 2024 bildeten Guto und Pedro wieder ein Beachpaar. Neben mehreren Top-Ten-Platzierungen auf der World Beach Pro Tour erreichten sie bei der Weltmeisterschaft in Tlaxcala Platz fünf. Seit Oktober 2024 spielt Guto erneut mit Vitor Felipe.